# スウェーデンの原子爆弾開発
スウェーデンの原子爆弾開発（スウェーデンのげんしばくだんかいはつ）では、スウェーデンの核兵器開発に関して記述する。

## 概要
第2次世界大戦終了後、東西冷戦構造の狭間にあったスウェーデンではソビエト連邦の脅威に対抗すべく武装中立を国提としており、自国単独での安全保障が求められていた。スウェーデン軍の幹部は広島に投下された原子爆弾の凄まじい威力に着目し、スウェーデン政府もアメリカのマンハッタン計画の概要をまとめた「スミスレポート」を入手して原子力の有効利用（平和利用と核兵器開発の両面）を探り始めた。
表向きはエネルギーを自給自足で補うことをアピールするため、原子力の平和利用を推進する半官半民の原子力発電公社が1947年に設立されたが、一方では国内にあるウランを採掘して重水炉（濃縮ウランを必要とせず核兵器級核燃料の抽出が容易）を用いて核兵器開発を行うことが秘密裏に計画され、1948年からスウェーデン国立防衛研究所にて核兵器の開発が5部門（基礎研究、原料であるプルトニウムの生産、原子炉及び濃縮施設の建設、運搬兵器の入手、核兵器の組み立てとテスト）に分けて開始された。
なお、完成を目指す核兵器はあくまでも自国を防衛する戦術核兵器のみとし、ソビエトを直接攻撃する戦略核兵器の開発は行われなかった。
国内で採掘可能なウランは低品位の黒色頁岩であったため開発は難航したが、1950年代後半には一部の重要部品が試作され、地下核実験が可能なレベルに達したという。しかしスウェーデン国会にて核兵器の研究開発禁止が決議され、核攻撃を防ぐ兵器の開発のみ研究することが認められた。
そして1960年代に入るとアメリカなど西側陣営が東側陣営との核戦争回避のために「対話」を進めた事や、女性政治家による国内での反核運動が支持を得るようになった。
また国防省による財政能力を理由とした核開発計画の放棄が議論されることとなり、重水炉ではなく核兵器級核燃料の抽出に適さない軽水炉を導入することが決定され、遂に核兵器開発は断念された。
そしてスウェーデン政府は1968年にNPTを批准し、1972年に核兵器の開発は完全に中止された。
現在は新アジェンダ連合を形成し、核兵器廃絶の立場をとっている。現在のスウェーデンは原子力を平和利用の為に用いている（原子力発電等）。
スウェーデンが核保有を断念した背景には、前述のとおり東西両陣営の対話、核軍縮の取り決めなど国際情勢の変化によるものであった。また戦闘機の開発サーブ 37 ビゲンと核兵器の開発を比較し、戦闘機の開発を優先した。なお、スイスも同時期に核開発計画を進めており、スイス同様に中立国であるスウェーデンに対して核兵器の共同開発の道を模索していたと言われている。

## 関連文献
- 武田竜夫『北欧の外交 : 戦う小国の相克と現実』東海大学出版会、1998年、80-82頁。ISBN 4486014332。 NCID BA37142130。全国書誌番号:99031606。
- 福原直樹『黒いスイス』新潮社〈新潮新書〉、2004年、75-99頁。ISBN 9784106100598。 NCID BA66673582。全国書誌番号:20574837。